# Staldmestergården
Staldmestergården er en historisk bygning på Slotsholmen i København. Den ligger ved Frederiksholms Kanal mellem Christiansborg Ridebane og Christian 4.'s Bryghus. Bygningen blev oprindelig opført som bolig for staldmesteren og personalet ved De Kongelige Stalde og huser i dag (2012) Undervisningsministeriet og Kirkeministeriet.

## Historie
Bygningen blev opført 1703-06 på initiativ af Frederik 4. i barokstil af Wilhelm Friedrich von Platen og Christoph Marselis. Den fungerede som bolig for staldmesteren og personalet ved De Kongelige Stalde bag Københavns Slot.
Da centraladministrationen kom i pladsnød, måtte Den Kongelige Stald-Etat rykke ud af bygningen i starten af 1900-tallet. En af de institutioner, der flyttede ind i 1910 var Kultusministeriet. Efter det blev opdelt i Undervisningsministeriet og Kirkeministeriet i 1916, forblev begge ministerier i bygningen.

## Arkitektur
Staldmestergården er en stor vinkelformet bygning med to etager over en kælder. Den er opført i italiensk barokstil, som Marselis havde haft lejlighed til at studere under sit ophold i Italien. Den er bygget af gule mursten og har et valmtag af røde teglsten. Hovedindgangen er placeret i den korte fløj mod kanalen. Dens portal er hugget i kalksten fra Stevns og er også i italiensk barokstil.